# Condylostylus distinctus
Condylostylus distinctus är en tvåvingeart som beskrevs av Van Duzee 1931. Condylostylus distinctus ingår i släktet Condylostylus och familjen styltflugor. Inga underarter finns listade i Catalogue of Life.